# Стефан II од Иберије
Стефан II од Иберије, члан династије Хосроиди, био је принц Иберије (Картли, источна Грузија) од 637/642. до око 650. године
Наследио је свога оца Адарназа I на иберском престолу. Спроводио је про-византијксу политику свог оца, а титула патрицијус му је вероватно додељана од цара. Године 645, био је приморан да призна калифа као феудалног господара, када су се Арапи преселили у Грузију. Наследио га је његов син Адарназ II.
Спољашна камена табла на цркви светог Крста у Мцхети помиње главне градитеље цркве: Стефана патрицијуса, Деметријуса хипатоса и Адарназа хипатроса, за које се традиционално сматра да су Стефан I (син Гуарама I), Деметриус (брат Стафана I) и Адарназ I. Међутим, историчар Кирил Туманоф сматра да се не ради о њима тројици, него о Стефану II, Деметријусу (брату Стефана I) и Адарназу II (сина Стефана II).